# 沃倫縣 (伊利諾伊州)
沃倫县（英語：Warren County）是美国伊利诺伊州西部的一個縣，面積1,407平方公里。根據2020年美國人口普查，共有人口16,835人。縣治蒙茅斯（Monmouth）。該縣成立於1825年1月13日，縣名紀念在美國獨立戰爭邦克山戰役中戰死的約瑟·瓦倫。